# کالیتینکا
کالیتینکا (به لاتین: Kalitinka) یک منطقهٔ مسکونی در روسیه است که در استان آرخانگلسک واقع شده‌است.